# Волковское кладбище (Каменск-Уральский)
Волковское кладбище — городское кладбище, расположенное на юго-восточной границе Каменска-Уральского.

## Описание
Является одним из трёх действующих кладбищ Каменска-Уральского. Территориально разделено на две части — старое Волковское кладбище (Волковское-1) и новое Волковское кладбище (Волковское-2). На первом захоронение приостановлено (возможно лишь подхоронение к родственникам), второе — один из действующих некрополей города с 2001 года.
Волковское-1 разделено на 4 квартала, количество захоронения более 34 тысяч, площадь 19.1 га.
Погост нового кладбища располагается рядом с одноимённым микрорайоном Волково (бывшее село, вошедшее в состав города в 1936 году), от которого и получил своё название. Общая площадь кладбища составляет более 13 гектаров. Некрополь расширяли и благоустраивали в 2005 (на 24 участка) и в 2018 (на 5 участков) годах. В настоящее время его территория включает 45 участков. На новом Волковском кладбище насчитывается свыше 10 тысяч захоронений. Ежегодно на погосте совершается более тысячи новых захоронений. Сегодня некрополь располагает свободными участками для погребений гробом и секцией для урн. Администрация кладбища ведёт журнальную систему учёта захоронений.
Богослужения и панихиды проходят в ближайшей церкви Покрова Пресвятой Богородицы, 1915 года постройки. Здание внесено в список архитектурных памятников Свердловской области.
На кладбище имеется аллея героев войны, захоронения красноармейцев и захоронение немецких военнопленных.

### Захоронения красноармейцев
С июля 1941-го по апрель 1942 года на строительстве и эксплуатации оборонных заводов города работали 33 отдельных строительных батальонов и строительных рабочих колонн РККА. Численность гарнизона превышала 26 тысяч человек. Холод, голод и болезни привели к высокой смертности среди бойцов. Одним из мест их захоронения стало старое Волковское кладбище. Точное расположение и количество могил красноармейцев неизвестны, памятные знаки не установлены, статус воинского захоронения не присвоен.

### Захоронение немецких военнопленных
С начала 1942 по начало 1956 годов на территории Свердловской области была создана наиболее разветвленная в Уральском регионе сеть лагерей в которых единовременно содержалось около 100 тысяч человек (14 лагерей, 11 рабочих батальонов и 2 спецгоспиталя). Всего же через эту сеть лагерей прошло 250 тысяч пленных (6 % от общего числа военнопленных в СССР), 65 % из которых — немецкие военнослужащие.
С февраля 1943 при Каменске-Уральском действовало Каменское лагерное отделение № 8 на 1500 мест. Здесь содержались военнопленные рядового и младшего офицерского состава Вермахта не совершавшие военных преступлений и, соответственно, не осуждённые и не являющиеся заключенными. Жили и работали они в суровых барачных условиях. Основной целью было возведение промышленных объектов и создание соответствующей инфраструктуры. По приказу НКВД от 13 августа 1945 года часть военнопленных (больных, нетрудоспособных и инвалидов, тех, кто не мог быть задействован на работах) вернулась в Германию, процесс отправки остальных растянулся до конца 1951 года.
За этот период порядка 200 немецких военнопленных были захоронены на Волковском кладбище. Захоронение огорожено от основной части погоста, именных надгробий нет, установлен мемориальный крест.

#### Галерея

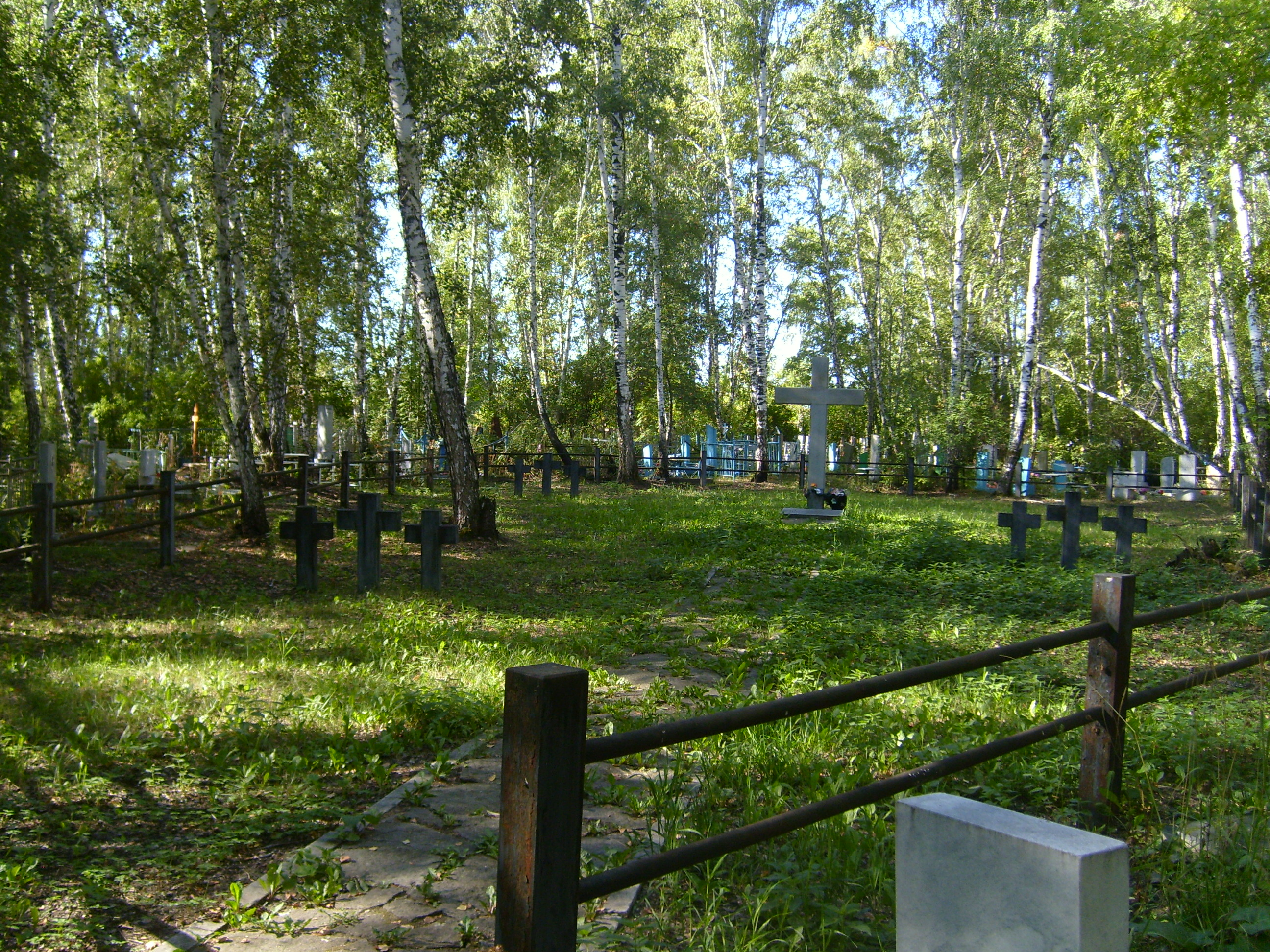
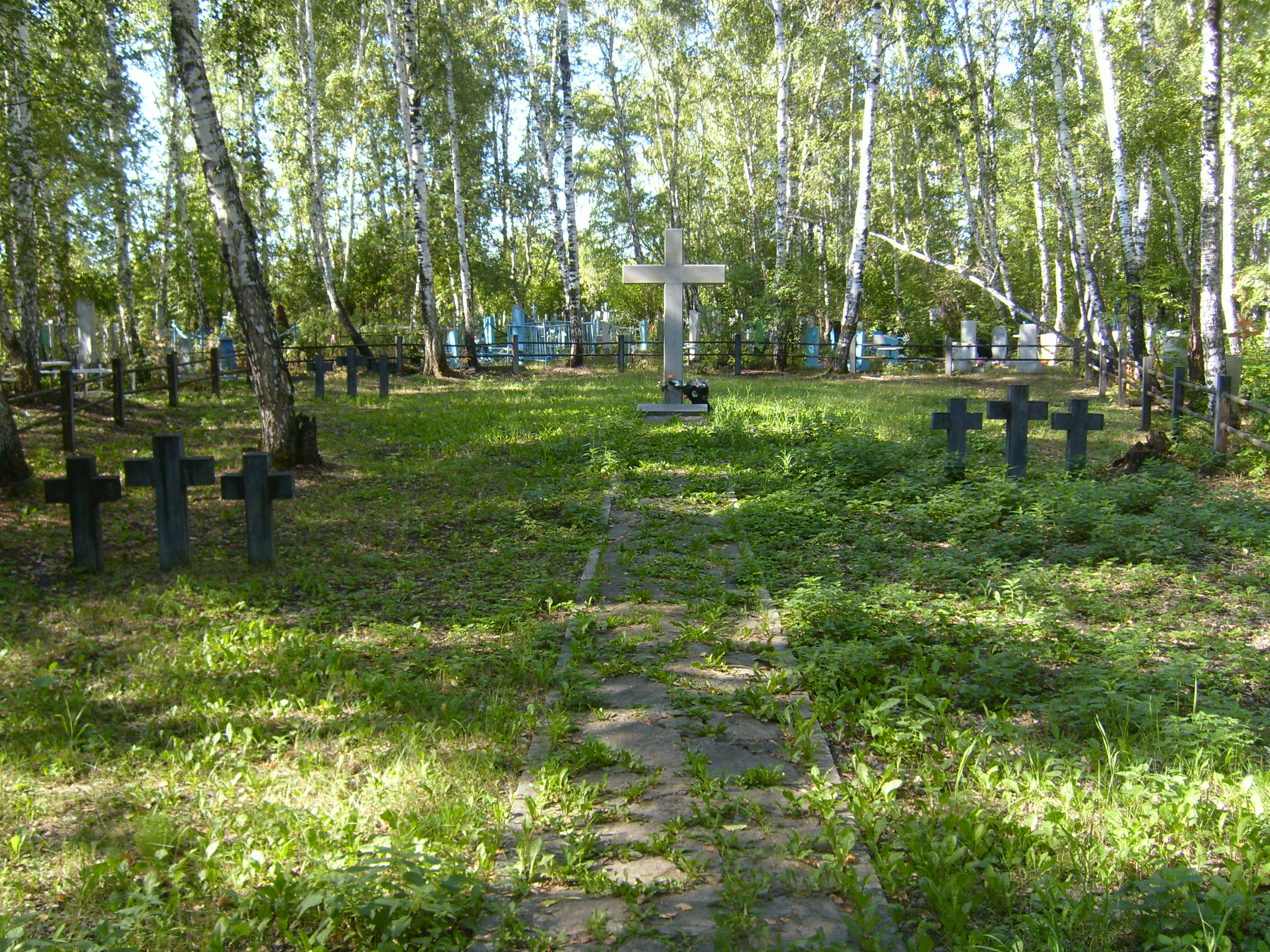
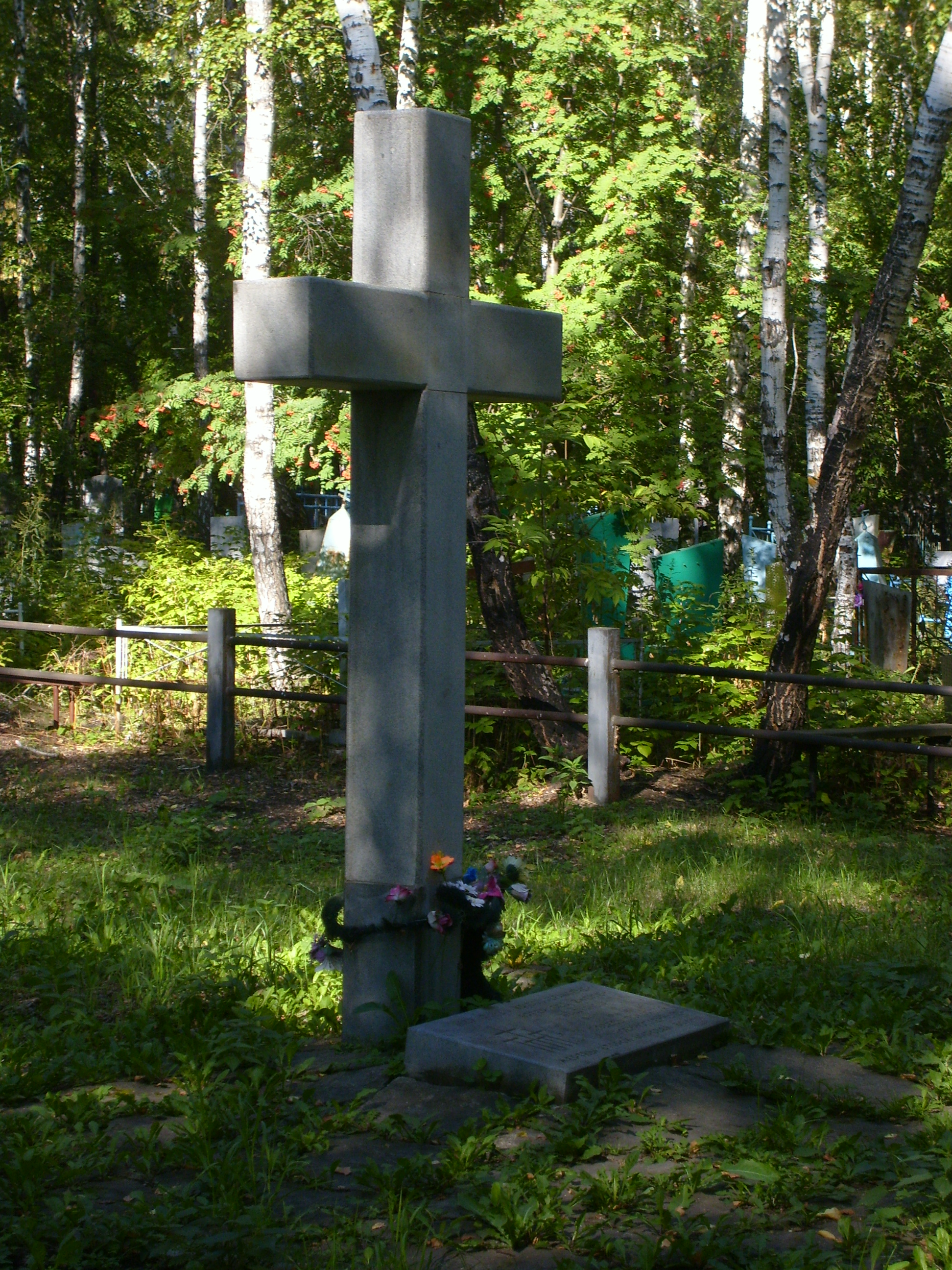
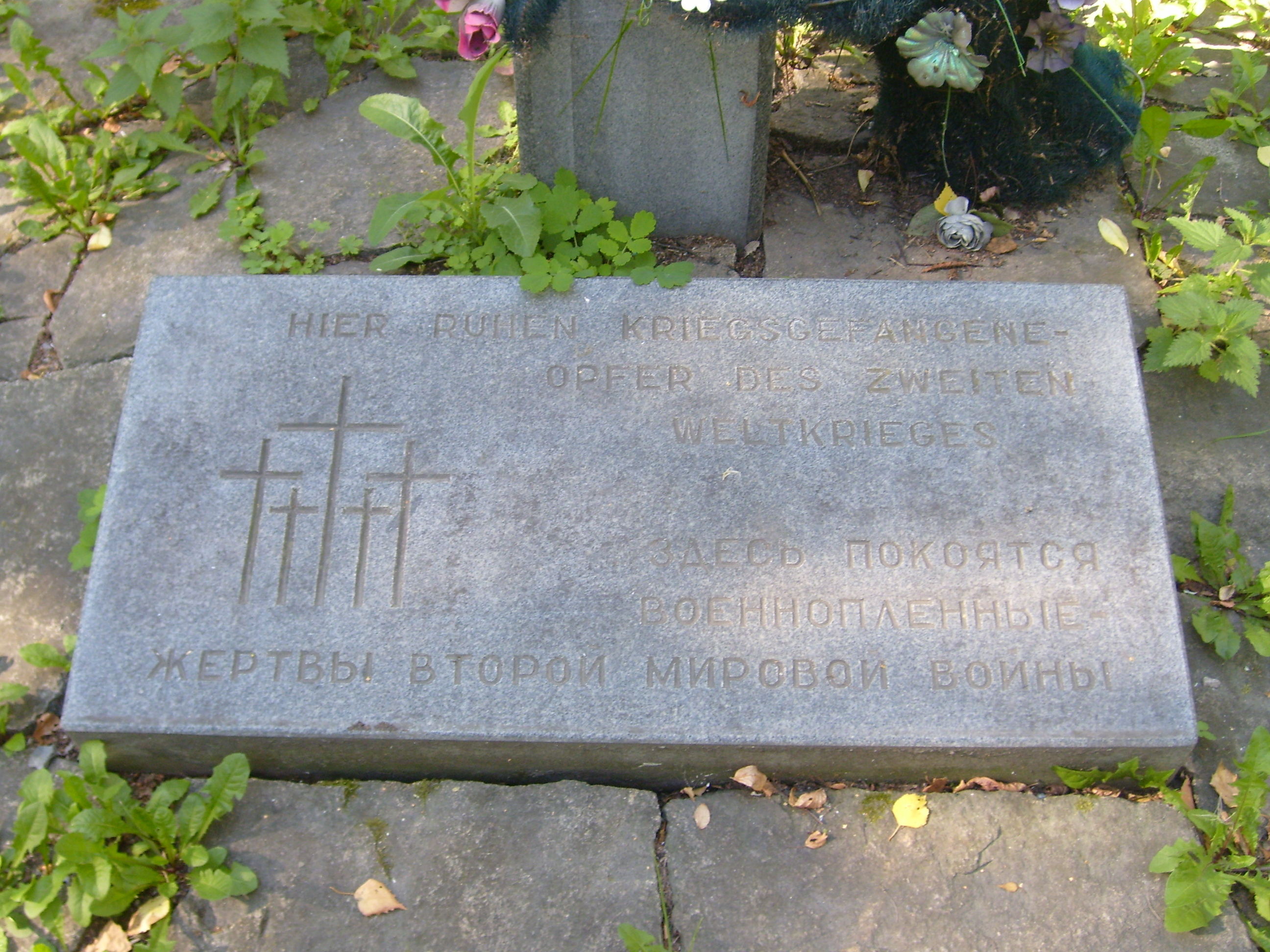

HIER RUHEN KRIEGSGEFANGENE — OPFER DES ZWEITEN WELTKRIEGES
ЗДЕСЬ ПОКОЯТСЯ ВОЕННОПЛЕННЫЕ — ЖЕРТВЫ ВТОРОЙ МИРОВОЙ ВОЙНЫ